# Ламин (Западный округ)
Ламин — крупнейший населённый пункт округа Комбо Западного округа Гамбии.

## География
Ламин расположен на южном берегу реки Гамбия. Располагается на Саут-Бэнк-роуд между Абуко и Юндумом.
Единственный аэропорт Гамбии, Банжул-Юндум, находится примерно в 5 км к югу от города.

## Население
По данным на 2007 год население составляет 27 858 человек.
Население города делится на три крупных клана: Боджанг, Джамме и Маннех, которые являются её основателями. Все остальные жители считаются «лунтанами» (ман. — «чужаки»). В деревне есть староста «Аль-Кало», который происходит из рода Боджанг.
До недавнего времени деревня была разделена на зоныплемён: мандинка в Сатебе, холас в Санчабе, манджако в Вайэто и все остальные племена в Темасу.

## Достопримечательности
В 5 км от города расположены известные в Гамбии мангровые леса водно-болотного комплекса Танби, населённые водными птицами.